# Live på Kafé 44
Live på Kafé 44 är en liveskiva med De lyckliga kompisarna och spelades in 1997. Skivan mixades av Tomas Gabrielsson med hjälp av Christian Edgren.
Det finns ett intro på skivan (längd: 0.36) med men det står inte på baksidan. Fotomodellen får inte mat finns även den med på skivan då den är på samma spår som låten Sagoland (Spår nio).

## Låtförteckning
| Nr  | Titel                            | Längd |  |
| --- | -------------------------------- | ----- |  |
| 1.  | Vem behöver nån som behöver nån? | 3.50  |  |
| 2.  | Civ-Polka                        | 2.13  |  |
| 3.  | Ishockeyfrisyr                   | 2.03  |  |
| 4.  | Smet                             | 4.19  |  |
| 5.  | Ölstugan som inte finns          | 2.08  |  |
| 6.  | Troll och häxor                  | 2.26  |  |
| 7.  | Le som en fotomodell             | 4.17  |  |
| 8.  | CP framför sin tv                | 3.17  |  |
| 9.  | Sagoland                         | 2.42  |  |
| 10. | Allmänt tuff                     | 2.22  |  |
| 11. | Rysk bompa                       | 1.51  |  |
| 12. | Vattengymnastik                  | 2.08  |  |
| 13. | Dit kuken pekar                  | 3.36  |  |
| 14. | Dricka sprit och hålla käften    | 3.50  |  |
| 15. | Egon                             | 4.23  |  |
| 16. | Vi är de lyckliga kompisarna     | 2.31  |  |
| 17. | Allmosor                         | 1.45  |  |

## Medverkande
- Mart Hällgren - Bas & sång
- Sussie Persson - Gitarr & sång
- Daniel Levin - Gitarr & sång
- Joakim Levin - Trummor